# دانييل فيشل
دانييل فيشل (بالإنجليزية: Danielle Fishel)‏ (و. 1981  م) هي ممثلة تلفزيونية، وممثلة أفلام أمريكية، ولدت في ميسا، أريزونا.

## التعليم
تعلمت في جامعة ولاية كاليفورنيا، فوليرتون ‏
.

## وصلات خارجية
- دانييل فيشل على موقع IMDb (الإنجليزية)
- دانييل فيشل على موقع ميتاكريتيك (الإنجليزية)
- دانييل فيشل على موقع روتن توميتوز (الإنجليزية)
- دانييل فيشل على موقع ألو سيني (الفرنسية)
- دانييل فيشل على موقع ميوزك برينز (الإنجليزية)
- دانييل فيشل على موقع أول موفي (الإنجليزية)
- دانييل فيشل على موقع إن إن دي بي (الإنجليزية)
- دانييل فيشل على موقع ديسكوغز (الإنجليزية)
- دانييل فيشل على موقع قاعدة بيانات الفيلم (الإنجليزية)
- دانييل فيشل على موقع كينوبويسك (الروسية)